# Jaboticaba (Rio Grande do Sul)
Pour les articles homonymes, voir Jaboticaba (homonymie).
Jaboticaba est une municipalité du Brésil située dans l’État de Rio Grande do Sul.